# Чеддер (деревня)
Чеддер или Чеддар(англ. Cheddar) — деревня в английском графстве Сомерсет, место первоначального производства сыра Чеддер. Деревня также является центром выращивания клубники. Кроме того, в окрестностях находится Чеддерское ущелье, самое большое в Англии.
Единственный расположенный в деревне производитель сыра, Cheddar Gorge Cheese Company, открыт для посещения туристами.